# Jean-Michel Sama Lukonde

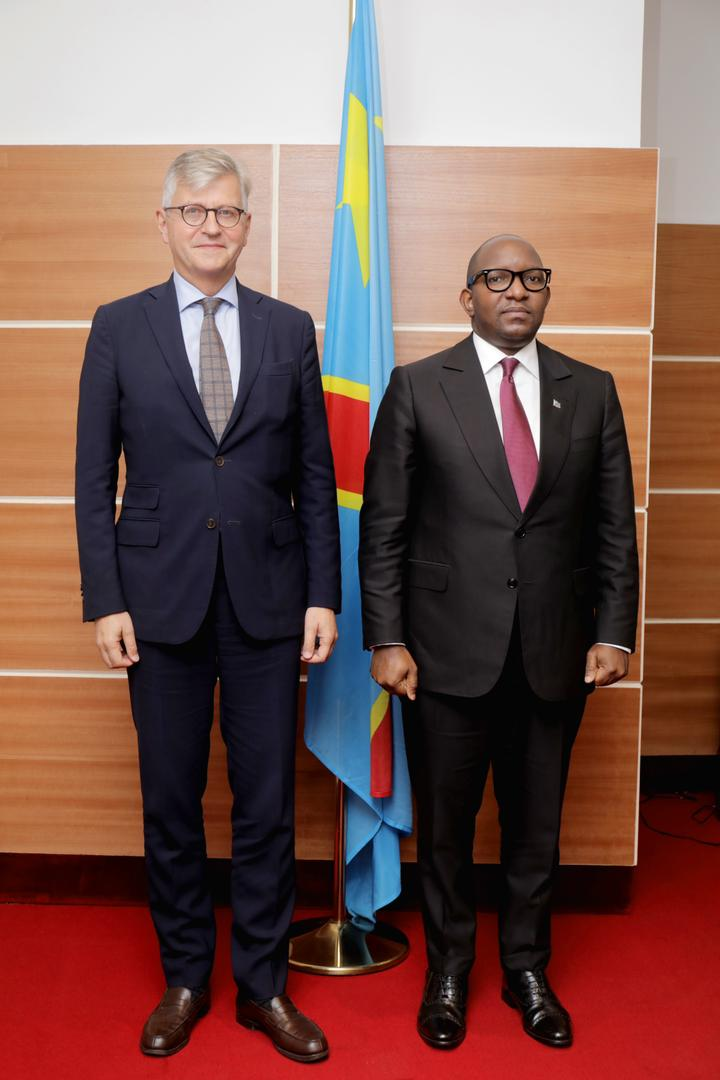
Lukonde (rechts) zusammen mit dem französischen Diplomaten Jean-Pierre Lacroix (links)

Jean-Michel Sama Lukonde Kyenge (* 4. August 1977 in Paris) ist ein kongolesischer Politiker aus der ehemaligen Provinz Katanga, der vom 15. Februar 2021 bis zum 12. Juni 2024 das Amt des Premierministers der Demokratischen Republik Kongo bekleidete. Er wurde am Tag der Katastrophe des Kongoflusses 2021 ernannt. Er gab sein Kabinett am 12. April 2021 bekannt. Er ist Mitglied der Partei Future of Congo.

## Biografie
Lukonde ist gelernter Ingenieur. Er ist der Sohn von Stéphane Lukonde Kyenge, einer wichtigen Figur in der politischen Szene seiner Heimat Katanga, der 2001 ermordet wurde.
Nachdem er als Mitglied der Partei Avenir du Congo (Zukunft des Kongo) in der Politik aktiv war und einer der jüngsten Abgeordneten in der Nationalversammlung wurde, wurde Lukonde im Dezember 2014, während der Präsidentschaft von Joseph Kabila, zum Minister für Jugend, Sport und Freizeit ernannt. Er bekleidete dieses Amt zehn Monate lang, bevor er zurücktrat, um seine Partei in ihrer Opposition gegen Kabilas Bewerbung um eine dritte Amtszeit in Folge zu unterstützen.
Im Juni 2019 wurde Lukonde zum Generaldirektor von Gécamines ernannt, einem der größten Bergbauunternehmen in Afrika und dem größten in der Demokratischen Republik Kongo. Er wurde im Juni 2019 von Präsident Félix Tshisekedi in diese Position berufen. Vor dieser Position war er auch stellvertretender Generaldirektor der Société Nationale des Chemins de fer du Congo.
Im Februar 2021 wurde er von Tshisekedi zum Premierminister ernannt. Im Februar 2024 trat Lukonde gemeinsam mit anderen Mitgliedern seines Kabinetts, darunter der Verteidigungsminister, von seinem Amt als Premierminister zurück. Seitdem hielt Lukonde ein einfaches Abgeordnetenmandat. Am 12. August 2024 wurde Lukonde zum Senatspräsidenten gewählt.